# Tiberio II Costantino
Tiberio II Costantino (Tracia, ... – Costantinopoli, 14 agosto 582) è stato un imperatore romano, dal 578 alla sua morte.

## Biografia
Tiberio (nome completo: Anicio Trace Flavio Costantino) era nativo della Tracia e per questo motivo nel suo nome è incluso l'appellativo di Trace. La data di nascita è incerta. Crebbe nella corte di Giustiniano e venne assunto capitano delle guardie da Giustino II. Nel 573 era a capo dell'esercito contro gli Avari che minacciavano i Balcani: perse una battaglia contro di loro, ma poi riuscì a prendersi la rivincita su di essi riuscendo a riconquistare la città di Sirmio.

### Cesare (574-578)
Nel 573, a causa della perdita di Dara, conquistata dai Persiani, Giustino II divenne folle. Dato che, essendo impazzito, l'Imperatore non era più in grado di intendere e di volere, venne nominata come reggente Sofia, sua moglie. Essa chiese aiuto a Tiberio e riuscì a convincere il suo folle marito a nominare Tiberio Cesare.
Fu così che in quell'anno Tiberio venne nominato Cesare e associato al trono da Giustino II nel palazzo di Costantinopoli. Questo fu il discorso di Giustino II a Tiberio:
(Edward Gibbon, History of the Decline and Fall of the Roman Empire, capitolo 45.)
Tiberio ricevette il diadema sulle sue ginocchia; e Giustino rivolse al nuovo monarca le seguenti parole:
(Edward Gibbon, History of the Decline and Fall of the Roman Empire, capitolo 45)
Dal 574 al 578, furono Tiberio e Sofia a governare l'Impero facendo le veci di Giustino II. Tiberio impiegò i soldi accumulati da Giustino II per combattere i nemici esterni dell'Impero. Per poter utilizzare le truppe illiriche contro i Persiani, egli accettò di pagare 80.000 numismata all'anno agli Avari, che minacciavano i Balcani, per tenerli buoni. Nel 575 trasferì le truppe illiriche in Oriente e, pensando fossero sufficienti per sconfiggere una volta per tutte i Persiani, rifiutò la proposta persiana di rinnovare la tregua per cinque anni. Tiberio inviò inoltre dei rinforzi in Italia, minacciata dai Longobardi; le truppe bizantine però, nonostante una guerra civile avesse indebolito i Longobardi, furono sconfitti in battaglia e il loro comandante, il genero di Giustino Baduario, morì in battaglia; i Longobardi vittoriosi si espansero ulteriormente. Tiberio non poteva inviare altre truppe in Italia perché i Persiani, comandati dal loro scià Cosroe I, avevano invaso l'Armenia saccheggiando Sebasteia e Melitene; tuttavia il generale romano-orientale Giustiniano accorse in difesa di Teodosiopoli attraversando il Bosforo con un esercito di circa 150 000 uomini e riuscì a sconfiggere i Persiani costringendoli al ritiro; molti persiani morirono annegando nelle acque dell'Eufrate e Cosroe era sul punto di capitolare. Tuttavia i Persiani si ripresero e i Bizantini, dopo aver saccheggiato l'Atropatene, vennero sconfitti in Armenia nel 577.

### Augusto (578-582)

#### Congiure

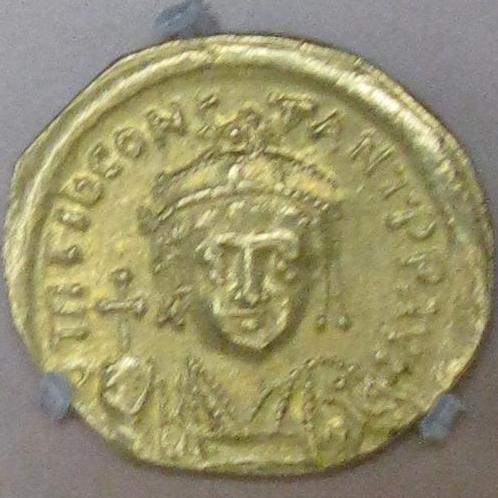
L'imperatore bizantino Tiberio II.

Alla morte di Giustino (578), Tiberio II divenne Imperatore. Fonti occidentali (Gregorio di Tours e Paolo Diacono, che però usa Gregorio come fonte) narrano che il giorno dell'incoronazione fu pianificata una congiura per uccidere il nuovo imperatore e innalzare al trono Giustiniano, nipote di Giustiniano imperatore; i congiurati intendevano tendere un'imboscata a Tiberio e ucciderlo durante la prevista processione dell'Imperatore nell'Ippodromo, dove avrebbe in teoria ricevuto la corona. Contrariamente ai piani, però, l'Imperatore non entrò mai nell'Ippodromo, recandosi invece ai santuari sacri, dove pregò, prima di tornare al palazzo, dove venne incoronato Imperatore. Quando i cospiratori che aspettavano Tiberio nell'ippodromo scoprirono quello che era successo, si ritirarono e Giustiniano, cercando disperatamente di ottenere il perdono di Tiberio e avere così salva la vita, si recò all'Imperatore, inginocchiandosi di fronte di lui e supplicando il perdono offrendogli in dono persino 1500 libbre d'oro. L'Imperatore non solo lo perdonò ma gli permise di rimanere nel palazzo imperiale.
Sofia, la moglie di Giustino II, pianificava di sposarsi una seconda volta con Tiberio, che però era già sposato (con Ino Anastasia, da cui ebbe due figlie) e rifiutò per questo motivo la proposta. Adirata per questo motivo con Tiberio, Sofia approfittò di un periodo in cui l'Imperatore era assente dalla capitale per trascorrere l'estate nella sua residenza estiva, per convocare Giustiniano e pianificare con lui un nuovo complotto per eliminare Tiberio e innalzare al trono proprio Giustiniano; Tiberio II, però, scoperta la congiura, ritornò in fretta a Costantinopoli e ordinò di arrestare Sofia, che venne privata di tutti i suoi beni e dei suoi privilegi. Licenziò anche tutti i suoi servitori, sostituendoli con altri di cui era sicuro della loro fedeltà. Tuttavia, dopo averlo rimproverato, perdonò di nuovo Giustiniano. Inoltre promise sua figlia in matrimonio con il figlio di Giustiniano, a patto che la figlia di Giustiniano sposasse suo figlio. Tali matrimoni combinati non si realizzarono mai.

#### Politica interna
Costantino terminò le persecuzioni contro i monofisiti e costituì con 15.000 barbari il primo nucleo della guardia variaga. Diminuì le tasse di un quarto e in tre anni, dal 581 al 583, distribuì 7.300 libbre d'oro al popolo. Tiberio II era amato dal popolo perché diminuì le tasse e elargiva soldi ai poveri sperperando così i soldi accumulati da Giustino II. Pare che l'Augusta Sofia lo rimproverasse per aver ridotto l'Impero in povertà, dicendogli:
(Paolo Diacono, Historia Langobardorum, III, 11.)
Tiberio II rispose in questo modo:
(Paolo Diacono, Historia Langobardorum, III, 11.)
Secondo alcune fonti occidentali, Tiberio II trovò numerosi tesori (almeno due), che poi avrebbe elargito ai poveri. Pare che un giorno, vedendo una croce scolpita su una lastra di marmo, avesse detto:
(Paolo Diacono, Historia langobardorum, III, 12.)
Facendo sollevare la lastra pare avesse trovato un tesoro, che ammontava a più di mille centenari, secondo lo storico.
In seguito avrebbe scoperto anche il tesoro del generale Narsete, grazie all'aiuto di un anziano che era al corrente della sua ubicazione perché era stato Narsete stesso a svelargliela, a patto che però non lo dicesse a nessuno. Venne trovato così tanto oro che ci vollero molti giorni per svuotare la cisterna. I tesori trovati vennero poi dilapidati distribuendoli ai poveri.

#### Politica estera

##### Contro Persiani e Avari
In Oriente l'Impero era minacciato da due temibili nemici: gli Avari nei Balcani e i Persiani Sasanidi in Oriente. Tiberio II si oppose con vigore a queste due minacce ma poi quando si accorse che i mali interni dello stato erano molto più pericolosi di Avari e Persiani, tentò di fare pace con essi, in modo da poter riformare l'amministrazione civile e militare.
Resosi conto della sconsideratezza del suo predecessore del provocare una nuova guerra contro la Persia Sasanide, tentò anche di convincere lo scià di Persia Cosroe I a firmare una tregua, ma non con i risultati sperati: ottenne infatti solo una tregua triennale non valida per l'Armenia, dove si continuò a combattere. Nel 578 Tiberio nominò il futuro Imperatore Maurizio magister militum per orientem affidandogli il comando dell'esercito in Oriente, in guerra contro i Persiani Sasanidi. Maurizio lo ripagò della sua scelta, occupando l'Arzanene e avviando di nuovo le trattative di pace con la Persia che però naufragarono quando sul trono di Persia Ormisda IV succedette al padre Cosroe I e rifiutò la continuazione delle trattative. La guerra di conseguenza continuò e Maurizio dimostrò tutte le sue abilità nel 581, allorché inflisse una schiacciante sconfitta ai Sasanidi, il nemico più temibile dell'Impero romano d'Oriente, presso Costantina, che però non pose fine alla guerra. Tiberio II gli concesse il trionfo, e Maurizio tornò trionfante a Bisanzio. Durante le campagne contro i Persiani vennero catturati venti elefanti, che sfilarono nella capitale davanti all'Imperatore.
L'impegno sul fronte orientale impedì però all'Impero di schierare forze adeguate nei Balcani, minacciati da Slavi e Avari. Tiberio II, vista l'impossibilità di combatterli efficacemente, acconsentì di versare agli Avari un sussidio annuale, per contenere la minaccia che essi costituivano e ottenere anzi la loro alleanza contro gli Slavi; questo tentativo di annullare diplomaticamente la minaccia avara non funzionò; anzi nel 580 gli Avari cinsero d'assedio Sirmio, rivendicando il possesso della città perché un tempo apparteneva ai Gepidi, popolazione da essa sottomessa; dopo un assedio di due anni, alla fine Sirmio cadde in mano avara (581/582), mentre gli Slavi, a partire dal 581, invasero massicciamente i Balcani, dove si stanziarono permanentemente in varie aree, sottraendole al controllo dell'Imperatore:

Sono già trascorsi quattro anni da quel giorno, e tuttora oggi [584], poiché l'Imperatore è impegnato nella guerra con i Persiani, e ha inviato tutte le sue truppe in oriente,... essi continuano ... a vivere in pace nei territori romani, liberi da ogni ansia e timore, continuando a ridurre in schiavitù, a massacrare e a incendiare: ed essi si sono così arricchiti di oro e argento, ...di cavalli e armi, imparando a lottare meglio dei Romani, sebbene in un primo momento non fossero che rudi selvaggi...»
(Giovanni di Efeso, Storia Ecclesiastica, VI,25.)
L'Impero poté riprendere l'offensiva contro gli Slavi solo al termine della guerra contro la Persia, sotto l'Imperatore Maurizio, e riuscirono a riguadagnare terreno, ottenendo diversi successi contro Slavi e Avari, ma il deterioramento della situazione a partire dal regno di Foca portò alla perdita di pressoché tutto l'Illirico a vantaggio degli Slavi, ad eccezione di alcune enclavi. Si formarono così le prime Sclavinie. La riconquista dei Balcani, cominciata timidamente solo agli inizi del IX secolo, si concluse solo agli inizi dell'XI secolo, con le campagne bulgare di Basilio II.

##### In Occidente
Nonostante le minacce a Oriente, l'Imperatore non si dimenticò dell'Occidente. Già nel 575/576 aveva inviato in Italia, invasa dai Longobardi, Baduario, genero di Giustino, nel tentativo di vincere i Longobardi. La spedizione di Baduario tuttavia fallì:
(Giovanni di Biclaro, Cronaca, anno 576.)
La sconfitta di Baduario aveva permesso ai Longobardi di espandersi ulteriormente e non è da escludere che proprio in seguito alla sconfitta del generale di Tiberio II i Longobardi abbiano costituito i ducati di Spoleto e Benevento iniziando ad espandersi anche in Italia meridionale. Il Liber Pontificalis narra che in quegli anni molte fortezze furono costrette ad arrendersi ai Longobardi per fame e che la stessa Roma fu da essi assediata nel 579.
Poco tempo prima dell'assedio, verso la fine del 578, Tiberio ricevette nel palazzo un'ambasceria proveniente da Roma e capeggiata dal senatore romano Pamfronio: l'ambasceria, oltre a offrirgli in dono 3.000 libbre d'oro per celebrare la sua ascesa al trono (avvenuta da poco tempo), richiese urgentemente all'Imperatore truppe da inviare in Italia, devastata dai Longobardi; l'Imperatore rispose a malincuore che era impegnato nella gravosa guerra contro la Persia e dunque era impossibilitato a inviare nuove truppe, però in compenso restituì le 3.000 libbre a Pamfronio, suggerendogli di utilizzarle per corrompere i duchi longobardi, convincendoli a passare dalla parte dell'Impero, o, in alternativa, per convincere i Franchi ad attaccare i Longobardi. L'anno dopo fu inviata dal senato romano un'altra ambasceria e questa volta l'Imperatore si risolse a mandare un piccolo esercito in Italia. Tale esercito risultò però insufficiente a fermare l'avanzata dei Longobardi, che occuparono dagli anni dal 578 al 582 Classe, il porto di Ravenna, e assediarono Napoli.

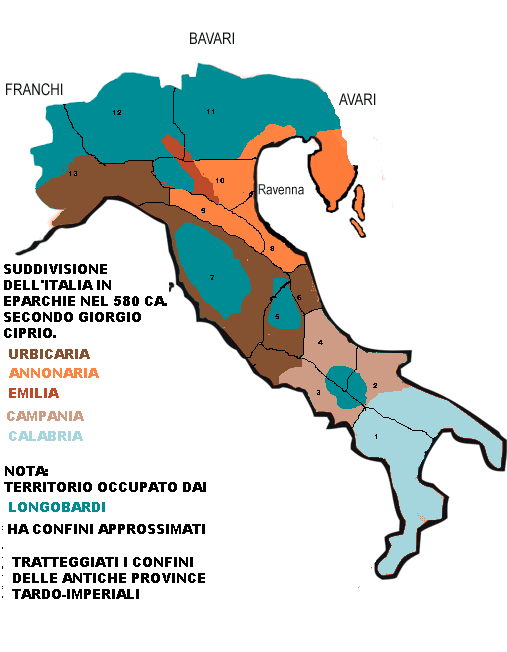
L'Italia nel 580, suddivisa in eparchie, secondo Giorgio Ciprio. Cartina basata sulla ricostruzione di PM Conti, non esente da critiche.

Intorno al 580, stando alla Descriptio orbis romani di Giorgio Ciprio, sembra che Tiberio II divise in cinque province o eparchie l'Italia bizantina:
- Annonaria, comprendente i residui possedimenti bizantini in Flaminia, Alpi Appennine, Emilia orientale e nella Venezia e Istria.
- Calabria, comprendente i residui possedimenti bizantini in Lucania e in Apulia meridionale.
- Campania, comprendente i residui possedimenti in Campania, in Sannio e nel Nord dell'Apulia.
- Emilia, comprendente i residui possedimenti bizantini nella parte centrale dell'Emilia, a cui si aggiungono l'estremità sud-orientale della Liguria (con Lodi Vecchio) e l'estremità sud-occidentale della Venezia (Cremona e zone limitrofe).
- Urbicaria, comprendente i residui possedimenti bizantini in Liguria, Alpi Cozie, Tuscia, Valeria, Piceno, e l'estremo Nord della Campania.

Tale riforma amministrativa dell'Italia sembra motivata dall'adattare l'amministrazione dell'Italia alle necessità militari del momento, visto che gran parte della Penisola era soggetta alle devastazioni dei Longobardi e ogni tentativo (compresa la spedizione di Baduario) per sloggiarli era fallito; prendendo dunque atto delle conquiste effettuate dai Longobardi, fu introdotto con la riforma il sistema dei tratti limitanei, anticipando la riforma dell'Esarcato, che fu realizzata alcuni anni dopo.
Per quanto riguarda gli altri fronti, l'Africa era minacciata dai Mauri condotti da re Garmul, che, tra il 569 e il 571, aveva vinto in battaglia tre comandanti imperiali, uccidendoli. Tiberio inviò quindi in Africa il magister militum Gennadio, che riuscì a pacificare la prefettura, vincendo e uccidendo Garmul:
(Giovanni di Biclaro, Cronaca, anno 578)
Nel frattempo la Spagna meridionale bizantina era minacciata dai Visigoti condotti da re Leovigildo, che stavano conducendo una controffensiva su larga scala. Nel 577 Leovigildo occupò la regione di Orospeda:
(Giovanni di Biclaro, Cronaca, anno 577)
Nel 580, però, Tiberio accorse in soccorso della Spagna romano-orientale: un suo ufficiale in Spagna, di cui le fonti non riferiscono il nome, concluse un'alleanza con il principe visigoto Ermenegildo, che si era convertito all'ortodossia e si era ribellato al padre ariano Leovigildo. Nel 582, tuttavia, lo stesso ufficiale si fece corrompere da Leovigildo, accettando di abbandonare al suo destino Ermenegildo al prezzo di 30 000 solidi. La guerra civile tra i Visigoti si concluse due anni dopo, durante il regno di Maurizio, con la presa di Cordoba e la sconfitta di Ermenegildo.

### Morte
Nel 582 Tiberio si ammalò gravemente; ormai in fin di vita, nominò due eredi al trono: Maurizio e Germano. Entrambi vennero nominati Cesari. Tiberio sembra volesse dividere l'Impero romano/bizantino in due parti: in un Impero romano d'Occidente, governato da Germano, e in un Impero romano d'Oriente, governato da Maurizio. Tuttavia questo progetto non si realizzò mai o per il rifiuto di Germano o perché Tiberio all'ultimo momento cambiò idea. Il giorno prima della sua morte Tiberio nominò Maurizio suo successore e gli promise la mano di sua figlia Costantina. Le ultime parole di Tiberio furono:
(Paolo Diacono, Historia Langobardorum, III, 15)
Un discorso più lungo è riportato da Teofilatto Simocatta.

## Giudizi su Tiberio II
Edward Gibbon dà un giudizio positivo su Tiberio II; egli sostiene che «dopo aver narrato i vizi e le follie di così tanti principi romani, ci fa piacere parlare, per un momento, di un personaggio che si distinse per le qualità dell'umanità, della giustizia, della temperanza, e del coraggio». Afferma anche che «imitò le più pure virtù degli antonini» e che fu un «sovrano affabile nel suo palazzo, pio in chiesa, imparziale nel giudizio e vittorioso nella guerra Persiana». Lo loda anche per aver liberato una multitudine di prigionieri permettendo loro di tornare nella loro patria e dimostrando di possedere «lo spirito caritatevole di un eroe cristiano». Dice anche che «I Romani dell'Est sarebbero stati felici, se il miglior regalo del Cielo, un re patriota, fosse stato confermato come una vera, propria e permanente benedizione. Ma in meno di quattro anni dopo la morte di Giustino, il suo degno successore cadde in una malattia mortale».
Anche Paolo Diacono, storico longobardo, ci dà un giudizio positivo su questo imperatore:
(Paolo Diacono, Historia Langobardorum, III, 11 & 15)

### Fonti primarie
- Paolo Diacono, Historia Langobardorum.
- Menandro Protettore, Storia.
- Teofilatto Simocatta, Storie.
- Gregorio di Tours, Decem libri historiarum.

### Fonti secondarie
- (EN) Edward Gibbon, The History of the Decline and Fall of the Roman Empire, vol. V, 1862.
- (EN) George Finlay, Greece under the Romans (B.C. 146-A.D. 717), Edimburgo e Londra, William Blackwood & Sons, 1844.
- John Julius Norwich, Bisanzio, Milano, Mondadori, 2000, ISBN 88-04-48185-4.
- Giorgio Ravegnani, Bisanzio e la guerra, Bologna, Il Mulino, 2009.
- William Smith, Dictionary of Greek and Roman biography and mythology, 1849.
- (EN) Warren Treadgold, A History of the Byzantine State and Society, Stanford, Stanford University Press, 1997, ISBN 0-8047-2630-2.